# Евгемер
Евгемер (грец. Εὐήμερος, близько 316 до Р. Х. —) — давньогрецький філософ, що вважається близьким до вчення киренаїків.
Існує також версія, що це ім'я є значущим псевдонімом якогось містифікатора, утвореним від ключового слова теорії.

## Біографія
Евгемер жив на початку IV — наприкінці III століття до Р. Х. Різні джерела подають різні приблизні дати народження та смерті.
Багато хто вважає, що він народився у Мессіні (за Полібієм), але питання про те, де саме, залишається донині спірним: чи у Мессіні на Сицилії, чи у Мессіні на Пелопонесі. На думку інших місцем його народження був Хіос, або ж,— за Теофрастом,— Тегея.
Першим, хто згадував Евгемера, був Каллімах . У згадках Полібій та Ератосфен посилаються на Страбона.
Вважається, за свідченням книги самого Евгемера, що він був при дворі Кассандра.

## Погляди Евгемера
Якобі вважав, що головна книга Евгемера «Святе письмо» («Ιερά άναγραφή», «Hiera anagraphe») вийшла близько 280 року до Р. Х.
У тексті «Священного списку» наводяться стародавні написи, нібито побачені автором під час мандрів; оповідач запевняє, що на острові Панхея (або Панхайа) він бачив у храмі Зевса золотий стовп, на який було загравовано перелік народжених і померлих богів, а першими царями острова називалися Уран, Кронос і Зевс. Згідно Євсевію Кесарійському, Евгемер запевняв, що досяг цього острова під час плавання по Червоному морю уздовж берегів Аравії, початого за велінням Кассандра.
За поглядами Евгемера, грецькі боги (Зевс та ін.) є нічим іншим, як історичні особи, царі, завойовники, яких по смерті шанували як богів.
Розглядаючи зв'язок міфології і історії, Д. Торшілов вказує, що розуміння міфа як історії,— що є найпростішим його розумінням,— часто, але неточно, називають «евгемеризмом», бо суть евгемеризма полягає не в тому, і таке розуміння існувало задовго до Евгемера.
Деякі дослідники відносили його твори до еліністичних утопій.
Д. Торшілов відносить до «евгемерестичних» твори із «античної міфографії»: «Про неймовірне» Палефата, «Нові відомості для допитливих» Птолемея Гефестіона, «Щоденник Троянскої війни» Діктиса Критського та «Повість Про зруйнування Трої» Дарета Фригійського.
Різні джерела відносять до «евгемеристів» таких авторів: Дионісія Скітобрахіона, Діодора Сицилійського, Одним із головних джерел з «евгемеризму» є «Історична бібліотека» Діодора Сицилійського, єдиного «евгемериста», що його твір зберігся у досить цілісному стані. Евгемеризм давав всесвітній історії в розумінні Діодора її початок.